# Castello di Montechiaro (Rivergaro)
Il castello di Montechiaro è un complesso fortificato che si trova a Montechiaro, località del comune italiano di Rivergaro, in provincia di Piacenza.
Posto sui primi rilievi collinari dell'Appennino ligure, domina la bassa val Trebbia. Con lo scomparso castello di Rivergaro, che si trovava poco più a valle, e con i castelli di Statto e di Rivalta, posti sulla sponda opposta del fiume, formava un quadrilatero difensivo che controllava il caminus Genue, la strada che da Piacenza portava a Genova mettendo in comunicazione la pianura Padana con il mar Ligure.

## Storia
Citato come castrum Raglii, dal nome della limitrofa frazione di Rallio di Montechiaro, all'interno degli Annali Piacentini, fu probabilmente realizzato intorno alla metà del XII secolo ad opera della famiglia Malaspina, casata per la quale il forte svolse certamente il ruolo di caposaldo lungo la direttrice verso la pianura. Fattori che fanno propendere per un'edificazione malaspiniana sono elementi stilistici riconducibili a maestranze provenienti dalla Lunigiana, all'epoca fulcro dei domini della famiglia; il castello rimase ai Malaspina fino al XII secolo.
Il castello fu distrutto nel 1234 da parte dei populares piacentini, che già avevano precedentemente attaccato altri castelli della valle, tra i quali Rivergaro e Pigazzano, poiché al suo interno si erano rifugiati i nobili fuggiti dalla città di Piacenza. Nel 1251 il forte subì l'occupazione da parte del podestà di Cremona Uberto Pallavicino, sostenuto da diversi esponenti di area ghibellina. Ancora nel 1312 il castello è citato come rifugio per nobili ghibellini, mentre l'anno successivo subì un infruttuoso assalto da parte di Galluccio Fulgosio. Con un atto notarile del 7 luglio 1324 l'edificio fu ceduto alla famiglia Anguissola da parte della casata dei Quattrocchi.
Nel 1374 il forte, presidiato da Riccardo Anguissola, fu assaltato senza successo dalla famiglia Fulgosio, che durante l'attacco vide parecchi dei suoi soldati catturati e condannati a morte. In seguito, la disputa per il suo possedimento tra le famiglie Anguissola e Fulgosio venne sanata con il matrimonio tra due membri delle due casate.
Nel 1377 Lancillotto Anguissola cedette il castello a Giovanni Anguissola; otto anni più tardi il castello, difeso da Annibale Anguissola, fu espugnato dai ribelli nemici del signore di Milano Gian Galeazzo Visconti. Nel 1462 Onofrio Anguissola si asserragliò nel castello dopo essersi ribellato al duca di Milano Francesco Sforza ed essere stato sconfitto in battaglia nei pressi di Grazzano Visconti; le truppe fedeli al duca riuscirono a catturarlo grazie al tradimento del fratello Gian Galeazzo Anguissola, desideroso di guadagnarsi le simpatie del duca. Dopo la morte di Gian Galeazzo, la proprietà del castello fu divisa in due tra i figli naturali di questo e i fratelli Filippo Maria e Antonio, esponenti del ramo di Podenzano degli Anguissola.
Nel 1635 il forte, praticamente indifeso e popolato unicamente da donne e bambini, fu occupato da una banda di banditi bobbiesi che avevano disceso la vallata; la loro occupazione, tuttavia, durò un'unica giornata poiché il giorno successivo essi furono cacciati da parte di una milizia proveniente da Villò posta sotto il comando del conte Girolamo Anguissola e del conte Pier Maria Zanardi Landi di Veano.
Il maniero rimase tra le proprietà della famiglia Anguissola fino al 1652 quando Gerolamo III Anguissola vendette l'edificio, all'epoca in precarie condizioni di conservazione, al cavaliere genovese Bernardo Morando in cambio della somma di 197 800 lire, 1 soldo e 11 denari. Passato al figlio Gian Francesco nel 1656 dopo la morte di Bernardo, l'edificio venne restaurato e adattato alle necessità dell'epoca. Nel 1662, alla scomparsa senza eredi di Gian Francesco, il forte venne ereditato da Morando Morandi, che conservò la proprietà dell'edificio e del feudo per 44 anni. Sotto il dominio di Morando nelle vicinanze del castello venne costruito un ponte sul fiume Trebbia, poi crollato all'inizio del XVIII secolo, e fu avviato lo sfruttamento dell'olio di sasso, ovvero delle vene petrolifere presenti nella zona, delle quali si era in precedenza interessato anche il fratello. Intorno al 1770 venne ulteriormente rimaneggiato con l'obiettivo di trasformarlo in residenza signorile.
La famiglia Morando mantenne il controllo sul castello fino al 1841 quando, a seguito della dipartita del conte Luigi Morando, i beni famigliari passarono alle cinque figlie della sorella Teresa, la quale aveva sposato il marchese Antonino Casati Rollieri. Nella divisione dei beni il castello fu assegnato a Luigia Casati, consorte del conte Pavesi di Pontremoli. Deceduti anch'essi senza eredi diretti, il castello pervenne ad Antonino Giovanni Casati, cugino di Luigia. Nel Novecento, con la morte del marchese Giovanni Casati, il castello, per volere testamentario della moglie Imelde Anguissola Scotti, passò al nipote di Imelde, il professor Ranieri Gagnoni Schippisi.
Acquistato nel 1990 da parte della famiglia Gattegno, il castelle venne successivamente sottoposto a importanti lavori di restauro.

## Struttura
L'edificio, tra i più interessanti del territorio provinciale, si caratterizza per la presenza centrale del dongione nel centro del cortile, la cui forma è dettata dalla morfologia del luogo in cui sorge l'edificio. La torre presenta sulla sua sommità merli ghibellini, mentre nella parte inferiore si trova una piccola finestra dotata di voltino monoblocco realizzata in pietra, indice di una costruzione duecentesca. La prima cerchia muraria, dotata di cammino di ronda, è alta 15 m e presenta una forma esagonale irregolare. Diverse costruzioni sorte successivamente, in prevalenza con funzioni abitative, si trovano addossate a questa cinta. Sul fronte nord-occidentale si trova quella che era originariamente la dimora signorile, poi in seguito riadattata a magazzino: all'interno di questo corpo si trova un grande salone decorato con tappezzerie riportanti lo stemma della famiglia Anguissola, mentre in un'altra sala, probabilmente utilizzata come oratorio, si trova un affresco rinascimentale opera di ignoti raffigurante la Madonna. Nei sotterranei si trovavano le prigioni, sui cui muri sono visibili diverse incisioni e graffiti tra cui un canto liturgico dedicato alla Resurrezione di Cristo.
Esternamente alla prima cinta muraria si trova la seconda, che presenta una forma ellittica. L'unico ingresso di questa cerchia si trova sul fronte sud-occidentale ed era inizialmente dotato di ponte levatoio. A una trentina di metri di distanza si trova la terza ed ultima cinta, la quale, in condizioni di conservazione peggiori rispetto alle altre due, presenta un andamento poligonale che segue la morfologia della collina.

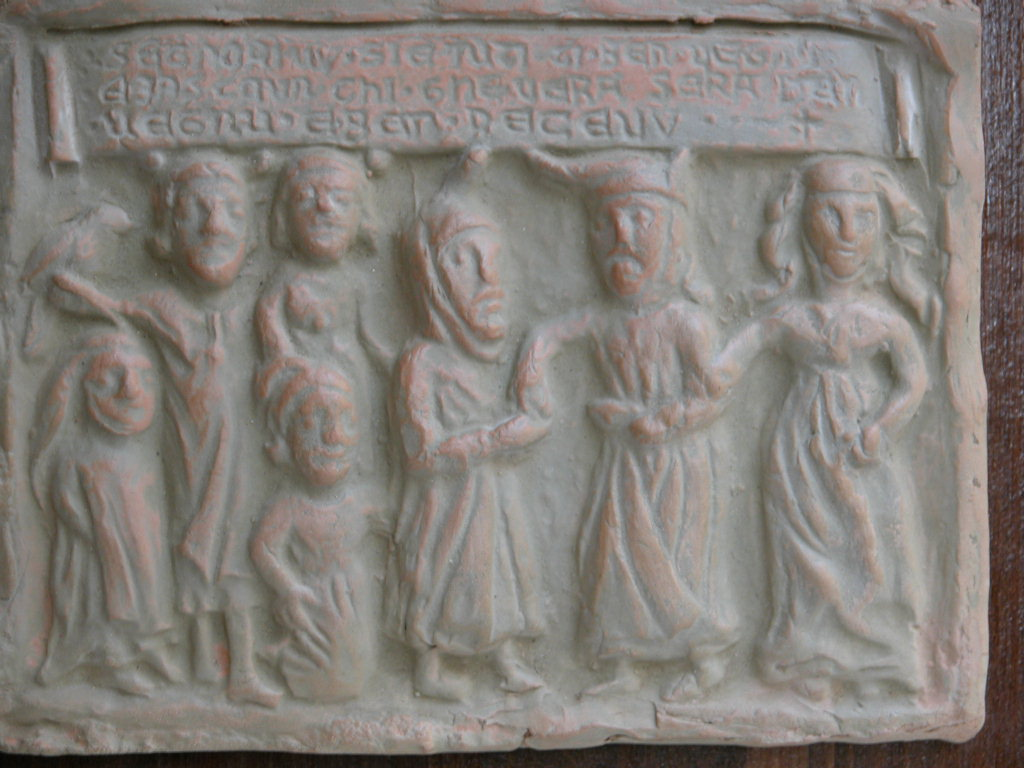
Riproduzione del benvegnù

### Benvegnu
Sotto la porta di accesso del castello si trovava un bassorilievo in arenaria, noto come benvegnu, rappresentante i proprietari del castello nell'atto di accogliere gli ospiti con la seguente frase in lingua volgare: 
Il bassorilievo, custodito ai musei civici di Piacenza, presso palazzo Farnese è una delle prime testimonianze scritte in lingua volgare e risale probabilmente alla prima parte del XIV secolo. L'iscrizione presente sul bassorilievo è simile ad una, risalente al 1330, presente nel castello di Vigolzone, anch'esso di proprietà della famiglia Anguissola in epoca medievale.